# Gmina Västerås
Gmina Västerås (alt. miasto Västerås; szw. Västerås kommun, alt. Västerås stad) – gmina w Szwecji, w regionie Västmanland, z siedzibą w Västerås.
Pod względem zaludnienia Västerås jest 6. gminą w Szwecji. Zamieszkuje ją 131 014 osób, z czego 50,6% to kobiety (66 289) i 49,4% to mężczyźni (64 725). W gminie zameldowanych jest 8234 cudzoziemców. Na każdy kilometr kwadratowy przypada 114,62 mieszkańca. Pod względem wielkości gmina zajmuje 108. miejsce.